# Hans vilda fru
Hans vilda fru (originaltitel: The Quiet Man) är en amerikansk romantisk dramakomedifilm från 1952 i regi av John Ford, baserad på en novell av Maurice Walsh.

## Handling
Filmen utspelar sig i 1920-talets Irland. Sean Thornton (John Wayne), irlandsfödd amerikan, återvänder till Irland från USA för att återta släktgården i byn Innisfree. Han träffar och förälskar sig i den vackra Mary Kate Danaher (Maureen O'Hara), syster till godsägaren "Red" Will Danaher (Victor McLaglen). Danaher är upprörd över att Sean bjudit över honom för ett markområde intill hans egendom. Han vägrar att godkänna bröllopet, tills flera bybor, däribland prästen, kommer överens om att lura honom att tro att den rika änkan Tillane (Mildred Natwick) vill gifta sig med honom.

## Utmärkelser och nomineringar
Hans vilda fru belönades med två Oscar, för bästa regi och bästa foto.

## Rollista (urval)
- John Wayne - Sean Thornton
- Maureen O'Hara - Mary Kate Danaher
- Barry Fitzgerald - Michaleen Og Flynn
- Victor McLaglen - Godsägaren "Red" Will Danaher
- Ward Bond - Fader Peter Lonergan
- Mildred Natwick - Änkan Sarah Tillane
- Francis Ford - Dan Tobin
- Arthur Shields - Pastor Cyril Playfair
- Eileen Crowe - Mrs. Elizabeth Playfair
- Charles B. Fitzsimons - Hugh Forbes
- James Fitzsimons (James Lilburn) (James O'Hara) - Fader Paul
- Sean McClory - Owen Glynn
- Emily Eby - Mave Campbell
- Jack MacGowran - Ignatius Feeney